# Anton Goldbach von Sulittaborn

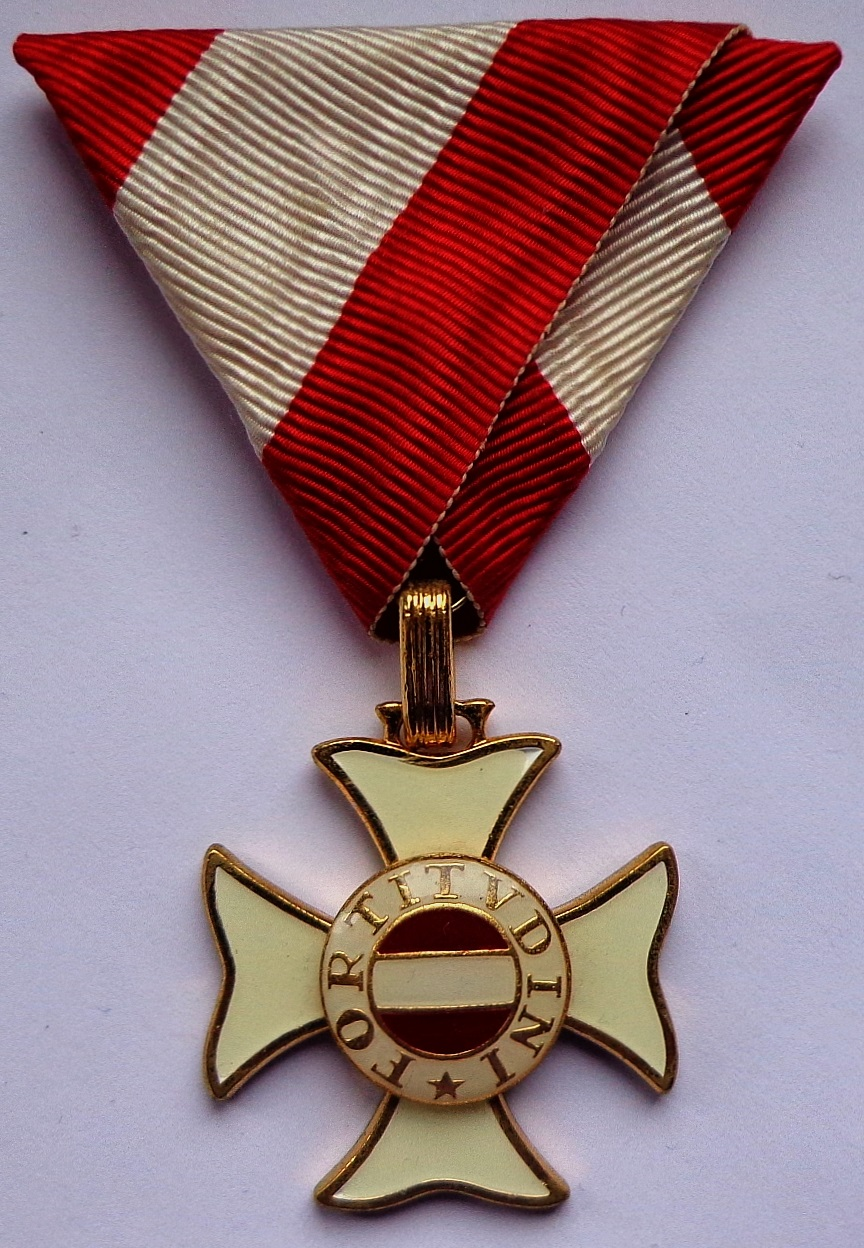
Ritterkreuz des Militär-Maria-Theresien-Ordens

Anton Goldbach, seit 1917 Goldbach Edler von Sulittaborn (* 26. Juni 1866 in Neuschloss bei Böhmisch-Leipa; † 28. August 1924 in Neugarten (heute Zahradky/Česká Lípa)) war ein österreichisch-ungarischer Offizier, der im Ersten Weltkrieg der k.u.k. Generalität angehörte und 1922 mit dem Militär-Maria-Theresien-Orden ausgezeichnet wurde.

## Biographie

### 1866 bis 1914
Anton Goldbach trat als Siebzehnjähriger am 30. September 1883 als einfacher Jäger in das Tiroler Jägerregiment ein. 1886 wurde er als Leutnant zum Feldjägerbataillon 1 ausgemustert, später zum Generalstab versetzt und diente in verschiedenen Generalstabsverwendungen. 1910 wurde er Oberst und Kommandeur des Infanterie-Regiments Nr. 31. Zwischen Mai 1911 und April 1914 war er Stabschef des k.u.k. XII. Korps.

### Erster Weltkrieg
Am 1. August 1914 zum Generalmajor befördert, wurde Goldbach gleichzeitig zum Kommandanten der 32. Infanterie-Brigade ernannt. Mit dieser Brigade kämpfte er im Verband der 16. Infanterie-Truppen-Division (I.T.D.) als Teil der Armeegruppe Kövess während der Schlacht in Galizien an der Gnila Lipa.
Im September 1914 übernahm er kurzfristig die Führung der 16. Division, welche er nach der Niederlage an der Wereszyca an Generalmajor Schariczer abgeben musste.
Von Juni bis September 1915 war Goldbach Führer der Gendarmerie-Truppen-Division. Im September 1915 wurde er Kommandeur der 70. Honved-Division, welche im Verband des k.u.k. Korps Szurmay in Wolhynien eingesetzt wurde. Anfang Juni 1916 wurde seine Division während der Brussilow-Offensive zwischen Mlynow und der Ikwa durch den Angriff des südlichen Flügels der russischen 8. Armee überrannt.

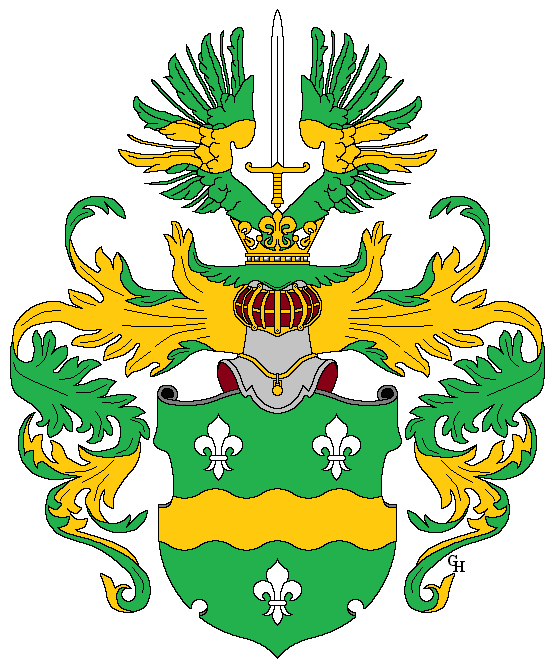
Wappen Goldbach von Sulittaborn, verliehen bei der Nobilitierung 1917

Im August 1916 übernahm er die an der südlichen Grenze von Siebenbürgen eingesetzte 71. Honved-Division am neuen rumänischen Kriegsschauplatz. Mit dieser Einheit verteidigte er nach dem rumänischen Angriff die Stadt Schäßburg und beteiligte sich an der Gegenoffensive der deutschen 9. Armee. Für seine Leistungen während der Kämpfe in Siebenbürgen erhielt er nach Kriegsende den Militär-Maria-Theresien-Orden.
Als k.u.k. Feldmarschall-Leutnant und Kommandant der 71. Infanterie-Division wurde Goldbach per Allerhöchster Entschließung Kaiser Karls I. in Schloss Laxenburg am 19. Juni 1917 als  „Edler von Sulittaborn“ in den österreichischen Adelsstand erhoben; das entsprechende Diplom wurde am 1. August 1917 zu Wien ausgefertigt. Goldbach scheint dabei, wie andere k.u.k. Offiziere auch, von dem Offiziersprivileg bei mehr als 30-jähriger Militärdienstzeit Gebrauch gemacht zu haben.
Im November 1917 übernahm Goldbach die 53. Honved-Division an der neuen Piavefront in Italien, im Juni 1918 stand diese Division als Reserve der 11. Armee im Abschnitt der Hochfläche der Sieben Gemeinden. Zu Kriegsende führte er ab Oktober 1918 noch eine Korpsgruppe zum Schutze der Grenze Siebenbürgens.

### 1918 bis 1924
Am 1. Jänner 1919 wurde Goldbach in den Ruhestand versetzt und lebte bis zu seinem Tod am 28. August 1924 in Zahradky bei Česká Lípa. Bei der 189. Promotion zum Militär-Maria-Theresien-Orden am 27. Juni 1922 wurde ihm durch das Ordenskapitel „für seine Leistungen während der Kämpfe in Siebenbürgen im September und Oktober 1916“ das Ritterkreuz des Militär-Maria-Theresien-Ordens zugesprochen.